# Groupe A du Championnat du monde masculin de handball 2009
Cet article détaille les matchs du Groupe A de la phase préliminaire du Championnat du monde 2009 de handball organisé au Croatie du 16 janvier au 1er février 2009.
Le groupe est dominé par la France qui remporte ses cinq matchs par au moins cinq buts d'écart. À l'opposé, l'Australie confirme être l'équipe la plus faible de la compétition, s'inclinant à chaque match par au moins 20 buts. La seconde équipe non européenne, l'Argentine, a réalisé de bons matchs face à la France, la Slovaquie et la Roumanie mais n’est parvenu à s’imposer que face à l’Australie. La Slovaquie et la Hongrie, qui n’ont pu se départager (match nul 24-24), se sont imposées face à la Roumanie et sont donc qualifiées en compagnie de la France.

## Classement final
|    | Équipe    | Pts | J | G | N | P | Bp  | Bc  | Diff |  | Résultats (dom.\ext.) |  |       |       |       |       |       |
| -- | --------- | --- | - | - | - | - | --- | --- | ---- |  | --------------------- |  | ----- | ----- | ----- | ----- | ----- |
| 1  | France    | 10  | 5 | 5 | 0 | 0 | 168 | 106 | 62   |  | France                |  | 35-26 | 27-22 | 31-21 | 33-26 | 42-11 |
| 2* | Slovaquie | 7   | 5 | 3 | 1 | 1 | 152 | 119 | 33   |  | Slovaquie             |  |       | 24-24 | 28-23 | 25-23 | 47-12 |
| 3* | Hongrie   | 7   | 5 | 3 | 1 | 1 | 148 | 115 | 33   |  | Hongrie               |  |       |       | 30-27 | 31-20 | 41-17 |
| 4  | Roumanie  | 4   | 5 | 2 | 0 | 3 | 141 | 135 | 6    |  | Roumanie              |  |       |       |       | 30-26 | 40-20 |
| 5  | Argentine | 2   | 5 | 1 | 0 | 4 | 133 | 137 | -4   |  | Argentine             |  |       |       |       |       | 36-16 |
| 6  | Australie | 0   | 5 | 0 | 0 | 5 | 76  | 206 | -130 |  | Australie             |  |       |       |       |       |       |

- Qualification pour le tour principal
- Qualification pour la Coupe du Président

* : la Slovaquie et la Hongrie ont le même nombre de points (7), la même différence de buts particulière (0, match nul) et la même différence de buts globale (+33). Les deux équipes sont donc départagées selon le nombre de buts marqués.

## Détail des matchs

### Journée 1
| 17 janvier 2009 16 h 30 CET | Slovaquie    | 27 - 25   | Argentine | Dvorana Gradski vrt, Osijek Affluence : 3 000 Arbitrage : Olesen, Pedersen |
| 17 janvier 2009 16 h 30 CET | Straňovský 7 | (12 - 13) | Gull 5    | Dvorana Gradski vrt, Osijek Affluence : 3 000 Arbitrage : Olesen, Pedersen |
| 17 janvier 2009 16 h 30 CET | ×3 ×7        | Rapport   | ×3 ×6     | Dvorana Gradski vrt, Osijek Affluence : 3 000 Arbitrage : Olesen, Pedersen |

| 18 janvier 2009 18 h 30 CET | Hongrie           | 41 - 17  | Australie  | Dvorana Gradski vrt, Osijek Affluence : 3 000 Arbitrage : Karbaschi, Kolahdouzan |
| 18 janvier 2009 18 h 30 CET | Iváncsik, Zubai 7 | (20 - 8) | Fletcher 8 | Dvorana Gradski vrt, Osijek Affluence : 3 000 Arbitrage : Karbaschi, Kolahdouzan |
| 18 janvier 2009 18 h 30 CET | ×3                | Rapport  | ×3 ×1      | Dvorana Gradski vrt, Osijek Affluence : 3 000 Arbitrage : Karbaschi, Kolahdouzan |

| 17 janvier 2009 20 h 30 CET | France                | 31 - 21  | Roumanie | Dvorana Gradski vrt, Osijek Affluence : 3 000 Arbitrage : Stanojević, Višekruna |
| 17 janvier 2009 20 h 30 CET | N.Karabatic, Guigou 7 | (12 - 9) | Mihai 5  | Dvorana Gradski vrt, Osijek Affluence : 3 000 Arbitrage : Stanojević, Višekruna |
| 17 janvier 2009 20 h 30 CET | ×3                    | Rapport  | ×3 ×2    | Dvorana Gradski vrt, Osijek Affluence : 3 000 Arbitrage : Stanojević, Višekruna |

### Journée 2
| 18 janvier 2009 15 h 00 CET | Australie  | 12 - 47  | Slovaquie | Dvorana Gradski vrt, Osijek Affluence : 1 500 Arbitrage : Stanojević, Višekruna |
| 18 janvier 2009 15 h 00 CET | Fletcher 6 | (6 - 20) | Antl 8    | Dvorana Gradski vrt, Osijek Affluence : 1 500 Arbitrage : Stanojević, Višekruna |
| 18 janvier 2009 15 h 00 CET | ×3 ×4      | Rapport  | ×3 ×2     | Dvorana Gradski vrt, Osijek Affluence : 1 500 Arbitrage : Stanojević, Višekruna |

| 18 janvier 2009 17 h 00 CET | Roumanie   | 27 - 30   | Hongrie | Dvorana Gradski vrt, Osijek Affluence : 3 000 Arbitrage : Olesen, Pedersen |
| 18 janvier 2009 17 h 00 CET | Pîrîianu 6 | (16 - 13) | Nagy 8  | Dvorana Gradski vrt, Osijek Affluence : 3 000 Arbitrage : Olesen, Pedersen |
| 18 janvier 2009 17 h 00 CET | ×3 ×1      | Rapport   | ×3 ×5   | Dvorana Gradski vrt, Osijek Affluence : 3 000 Arbitrage : Olesen, Pedersen |

| 18 janvier 2009 19 h 00 CET | Argentine            | 26 - 33   | France   | Dvorana Gradski vrt, Osijek Affluence : 2 500 Arbitrage : Gubica, Milošević |
| 18 janvier 2009 19 h 00 CET | Kogovsek, Migueles 5 | (15 - 19) | Guigou 7 | Dvorana Gradski vrt, Osijek Affluence : 2 500 Arbitrage : Gubica, Milošević |
| 18 janvier 2009 19 h 00 CET | ×3 ×2                | Rapport   | ×3 ×1    | Dvorana Gradski vrt, Osijek Affluence : 2 500 Arbitrage : Gubica, Milošević |

### Journée 3
| 19 janvier 2009 15 h 30 CET | Roumanie  | 30 - 26   | Argentine  | Dvorana Gradski vrt, Osijek Affluence : 1 500 Arbitrage : Karbaschi, Kolahdouzan |
| 19 janvier 2009 15 h 30 CET | Ghionea 9 | (15 - 13) | Kogovsek 7 | Dvorana Gradski vrt, Osijek Affluence : 1 500 Arbitrage : Karbaschi, Kolahdouzan |
| 19 janvier 2009 15 h 30 CET | ×3 ×4     | Rapport   | ×3 ×5 ×1   | Dvorana Gradski vrt, Osijek Affluence : 1 500 Arbitrage : Karbaschi, Kolahdouzan |

| 19 janvier 2009 17 h 30 CET | Hongrie                 | 24 - 24  | Slovaquie | Dvorana Gradski vrt, Osijek Affluence : 2 500 Arbitrage : Gubica, Milošević |
| 19 janvier 2009 17 h 30 CET | Nagy, Iváncsik, Ilyés 5 | (12 - 6) | Šulc 9    | Dvorana Gradski vrt, Osijek Affluence : 2 500 Arbitrage : Gubica, Milošević |
| 19 janvier 2009 17 h 30 CET | ×3                      | Rapport  | ×4 ×3     | Dvorana Gradski vrt, Osijek Affluence : 2 500 Arbitrage : Gubica, Milošević |

| 19 janvier 2009 19 h 30 CET | France   | 42 - 11  | Australie  | Dvorana Gradski vrt, Osijek Affluence : 1 500 Arbitrage : Olesen, Pedersen |
| 19 janvier 2009 19 h 30 CET | Abalo 10 | (20 - 3) | Fletcher 4 | Dvorana Gradski vrt, Osijek Affluence : 1 500 Arbitrage : Olesen, Pedersen |
| 19 janvier 2009 19 h 30 CET | ×2       | Rapport  | ×3 ×4      | Dvorana Gradski vrt, Osijek Affluence : 1 500 Arbitrage : Olesen, Pedersen |

### Journée 4
| 21 janvier 2009 15 h 00 CET | Australie  | 20 - 40  | Roumanie | Dvorana Gradski vrt, Osijek Affluence : 1 000 Arbitrage : Gubica, Milošević |
| 21 janvier 2009 15 h 00 CET | Blondell 8 | (9 - 21) | Cozma 10 | Dvorana Gradski vrt, Osijek Affluence : 1 000 Arbitrage : Gubica, Milošević |
| 21 janvier 2009 15 h 00 CET | ×3 ×2      | Rapport  | ×2 ×3    | Dvorana Gradski vrt, Osijek Affluence : 1 000 Arbitrage : Gubica, Milošević |

| 21 janvier 2009 17 h 00 CET | Hongrie  | 31 - 20  | Argentine        | Dvorana Gradski vrt, Osijek Affluence : 3 000 Arbitrage : Stanojević, Višekruna |
| 21 janvier 2009 17 h 00 CET | Mocsai 6 | (17 - 8) | Kogovsek, Gull 4 | Dvorana Gradski vrt, Osijek Affluence : 3 000 Arbitrage : Stanojević, Višekruna |
| 21 janvier 2009 17 h 00 CET | ×3       | Rapport  | ×3 ×2            | Dvorana Gradski vrt, Osijek Affluence : 3 000 Arbitrage : Stanojević, Višekruna |

| 21 janvier 2009 19 h 00 CET | Slovaquie | 26 - 35  | France      | Dvorana Gradski vrt, Osijek Affluence : 2 500 Arbitrage : Karbaschi, Kolahdouzan |
| 21 janvier 2009 19 h 00 CET | Antl 7    | (9 - 15) | Karabatic 9 | Dvorana Gradski vrt, Osijek Affluence : 2 500 Arbitrage : Karbaschi, Kolahdouzan |
| 21 janvier 2009 19 h 00 CET | ×2 ×7     | Rapport  | ×3 ×2       | Dvorana Gradski vrt, Osijek Affluence : 2 500 Arbitrage : Karbaschi, Kolahdouzan |

### Journée 5
| 22 janvier 2009 15 h 00 CET | Argentine | 36 - 16  | Australie  | Dvorana Gradski vrt, Osijek Affluence : 1 000 Arbitrage : Gubica, Milošević |
| 22 janvier 2009 15 h 00 CET | Torres 7  | (15 - 8) | Fletcher 4 | Dvorana Gradski vrt, Osijek Affluence : 1 000 Arbitrage : Gubica, Milošević |
| 22 janvier 2009 15 h 00 CET | ×2 ×3     | Rapport  | ×3 ×1      | Dvorana Gradski vrt, Osijek Affluence : 1 000 Arbitrage : Gubica, Milošević |

| 22 janvier 2009 17 h 00 CET | Slovaquie | 28 - 23   | Roumanie            | Dvorana Gradski vrt, Osijek Affluence : 3 500 Arbitrage : Olesen, Pedersen |
| 22 janvier 2009 17 h 00 CET | Kukučka 8 | (12 - 13) | Ghionea, Pîrîianu 5 | Dvorana Gradski vrt, Osijek Affluence : 3 500 Arbitrage : Olesen, Pedersen |
| 22 janvier 2009 17 h 00 CET | ×3 ×4     | Rapport   | ×3 ×4               | Dvorana Gradski vrt, Osijek Affluence : 3 500 Arbitrage : Olesen, Pedersen |

| 22 janvier 2009 19 h 00 CET | France                           | 27 - 22  | Hongrie    | Dvorana Gradski vrt, Osijek Affluence : 3 500 Arbitrage : Stanojević, Višekruna |
| 22 janvier 2009 19 h 00 CET | Fernandez, Karabatic, Narcisse 5 | (13 - 8) | Gál (en) 5 | Dvorana Gradski vrt, Osijek Affluence : 3 500 Arbitrage : Stanojević, Višekruna |
| 22 janvier 2009 19 h 00 CET | ×3                               | Rapport  | ×3 ×1      | Dvorana Gradski vrt, Osijek Affluence : 3 500 Arbitrage : Stanojević, Višekruna |